# Verticillium dahliae
Verticillium dahliae è un fungo ascomicete parassita delle piante. 
Il patogeno attacca soprattutto le piante erbacee, in particolare le piante ortive (per lo più pomodoro e carciofo, ma pure patata, peperone e melanzana), ma colpisce anche alcune specie arboree, in particolare l'olivo (per cui si parla di verticillosi)  e la vite. È pure il responsabile della verticilliosi del luppolo.

## Sistematica
┌── Coronophorales
```
 ┌─────┤ 
 │     └── 
Melanosporales

 │
─┤     ┌── 
Verticillium dahliae

 │   ┌─┤ 
 └───┤ └── 
Glomerellaceae

     │
     └──── 
Microascales
 (incluso 
Halosphaeriales
)
```